# Toubkal (kommun i Marocko)
Toubkal (franska: Toubkal (CR), Toubkal (Commune Rurale), arabiska: تيزكزاوين) är en kommun i Marocko.   Den ligger i provinsen Taroudannt och regionen Souss-Massa, i den centrala delen av landet, 300 km söder om huvudstaden Rabat. Antalet invånare är 9 109.